# هاستنغز
هاستنغز (بالإنجليزية: Hastings)‏ هي مدينة أمريكية تقع في ولاية فلوريدا. تبلغ مساحة هذه المدينة 1.7 (كم²)،ويبلغ عدد سكانها 521 نسمة حسب إحصاء سنة 2010 م 521.تشير إحصاءات سنة 2000م بأن الكثافة السكانية في هذه المدينة تقدر بـ(306.5) نسمة/كم2 

## أعلام
- ديريك رامزي
- إلمر راي
- رون والر